# Tricentra protruberans
Tricentra protruberans là một loài bướm đêm trong họ Geometridae.